# Capriano del Colle
Capriano del Colle là một đô thị trong tỉnh tỉnh Brescia thuộc vùng Lombardia, Ý. Đô thị này có diện tích 13 km², dân số 3857 người. Các đô thị giáp ranh gồm: Azzano Mella, Bagnolo Mella, Castel Mella, Dello, Flero, Poncarale